# Emperador
Emperador, também conhecido em por Venta de l'Emperador, Llocnou d'Emperador e la Venta ou em castelhano por Lugar nuevo del Emperador e La Venta del Emperador, é um município da Espanha na província de Valência, Comunidade Valenciana. Tem 0,03 km² de área e em 2021 tinha 698 habitantes (densidade: 23 266,7 hab./km²).

## Demografia
| Variação demográfica do município entre 1991 e 2004 | Variação demográfica do município entre 1991 e 2004 | Variação demográfica do município entre 1991 e 2004 | Variação demográfica do município entre 1991 e 2004 |
| --------------------------------------------------- | --------------------------------------------------- | --------------------------------------------------- | --------------------------------------------------- |
| 1991                                                | 1996                                                | 2001                                                | 2004                                                |
| 161                                                 | 188                                                 | 205                                                 | 260                                                 |